# Jan Papajanovský
Jan Papajanovský (* 7. listopadu 1994 Česká Kamenice) je český politik a právník, od roku 2024 zastupitel Ústeckého kraje, od roku 2018 starosta města Česká Kamenice, člen hnutí STAN.

## Život
Narodil se 7. listopadu 1994. V letech 2006 až 2014 navštěvoval Gymnázium Děčín, kde se podílel na studentských protestech proti sloučení gymnázia s Evropskou obchodní akademií Děčín. V průběhu studia také zakládal Českou středoškolskou unii a byl jejím předsedou. Byl organizátorem několika ročníků Pražského studentského summitu. Mezi lety 2014 až 2022 vystudoval na Právnické fakultě Univerzity Karlovy obor Právo a právní věda, kde získal titul Mgr. Od roku 2023 působí na téže fakultě jako doktorand na Katedře finančního práva a finanční vědy. Žije v České Kamenici.

## Politická kariéra
Ve volbách v roce 2014 poprvé kandidoval do Zastupitelstva města Česká Kamenice za vítězné sdružení nezávislých kandidátů „Koalice pro Kamenici“ na 2. místě kandidátní listiny. Sdružení získalo celkem 3 mandáty, zastupitelem se ale se ziskem 342 hlasů nestal. Do zastupitelstva se dostal jako náhradník v roce 2015. Komunálních voleb se znovu zúčastnil v roce 2018, tentokrát jako lídr uskupení „Koalice pro Kamenici“. Se ziskem 733 hlasů se stal zastupitelem a 1. listopadu 2018 na ustavujícím zastupitelstvu i starostou města. Starostou města se stal ve 23 letech jako nejmladší starosta města v České republice. Ve funkci kritizoval čtyřleté volební období starostů jako příliš krátké.
V roce 2020 kandidoval v krajských volbách do Zastupitelstva Ústeckého kraje na kandidátní listině hnutí Starostové a nezávislí na 31. místě, se ziskem 658 preferenčních hlasů se ovšem krajským zastupitelem nestal. V komunálních volbách v roce 2022 se ziskem 1172 hlasů obhájil funkci zastupitele a posléze i starosty města. Byl znovu zvolen jako nejmladší starosta v okrese Děčín. Ve funkci starosty prosadil obnovu historického orloje, vznik nové zubařské ordinace či zřízení pozice městského architekta.
Ve volbách do Evropského parlamentu v červnu 2024 kandidoval jako člen hnutí STAN na 28. místě kandidátky koalice „Starostové a osobnosti pro Evropu“ (tj. STAN a SLK). Ve volbách získal 1 075 preferenčních hlasů a skončil jako 26. náhradník.
V krajských volbách v září 2024 byl jako nestraník za hnutí STAN lídrem kandidátky uskupení „STAROSTOVÉ PRO ÚSTECKÝ KRAJ“ (tj. hnutí STAN a hnutí Zdraví Sport Vzdělání 2012) do Zastupitelstva Ústeckého kraje. Ve volbách získal získal 3 767 preferenčních hlasů a stal se zastupitelem Ústeckého kraje.
V roce 2025 se stal členem hnutí STAN a v květnu 2025 byl zvolen členem předsednictva hnutí. Ve sněmovních volbách v roce 2025 kandiduje z posledního 26. místa kandidátní listiny hnutí STAN v Ústeckém kraji.